# Chao Phraya Express Boat
El Chao Phraya Express Boat (en tailandés: เรือด่วนเจ้าพระยา) es un servicio de transporte público fluvial de Bangkok, Tailandia, sobre el río Chao Phraya, que llega hacia el norte a la provincia de Nonthaburi.
Se inauguró en 1971 y consta de cuatro líneas: la línea Naranja (que tiene paradas en todos los muelles del sistema entre Wat Rajsingkorn y Nonthaburi), la Amarilla (que hace el mismo trayecto pero utiliza solamente algunos de los muelles), la Verde (que se extiende hacia el norte por otros cinco muelles) y la Roja (que tiene parada en menos muelles).
Hay además una línea de lanchas turísticas (Chao Phraya Tourist Boat) en funcionamiento desde 2023, con un recorrido de diez muelles y una tarifa diaria en modalidad hop-on hop-off.
Si bien todas las líneas comparten la ruta de navegación prácticamente en el mismo tramo del Chao Phraya, el servicio tiene un complejo sistema de horarios y paradas (en su mayoría en el margen izquierdo del río pero algunas también en el margen derecho). De los 38 muelles que integran la red, hay 10 donde todas las líneas hacen parada: Sathorn, Ratchawong, Rajinee, Prannok, Phra Pin Klao Bridge, Thewet, Kiak Kai, Bang Po, Rama VII Bridge y Nonthaburi.
La red tiene un recorrido de aproximadamente 21 kilómetros y transporta aproximadamente 40.000 pasajeros diarios.

## Flota
El sistema disponía en 2021 de más de 60 lanchas con uno o dos motores fuera de borda, cada una con una dimensión estándar de entre 26 y 32 metros de largo y aproximadamente 2,7 metros de ancho.
La empresa operadora del servicio, Chao Phraya Express Boat Co. Ltd., firmó convenios entre 2021 y 2022 para modernizar la flota con lanchas eléctricas.
A principios de 2024 se incorporaron dos nuevos barcos con techos de aluminio de grado marino y capacidad para 150 pasajeros, que según la compañía operadora son los prototipos que usaría para renovar toda la flota.

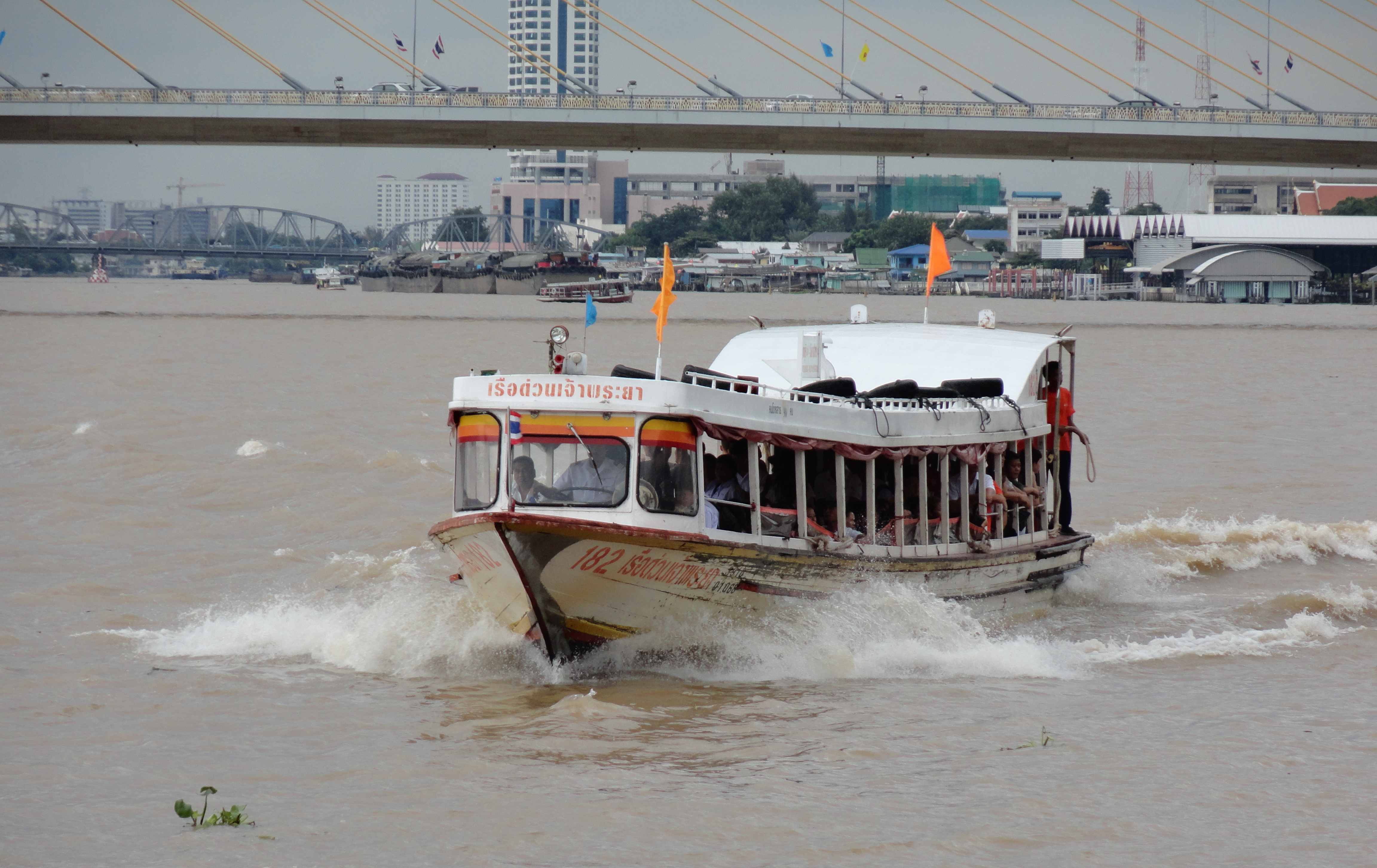
Una embarcación de la línea Naranja rumbo al muelle Phra Arthit.
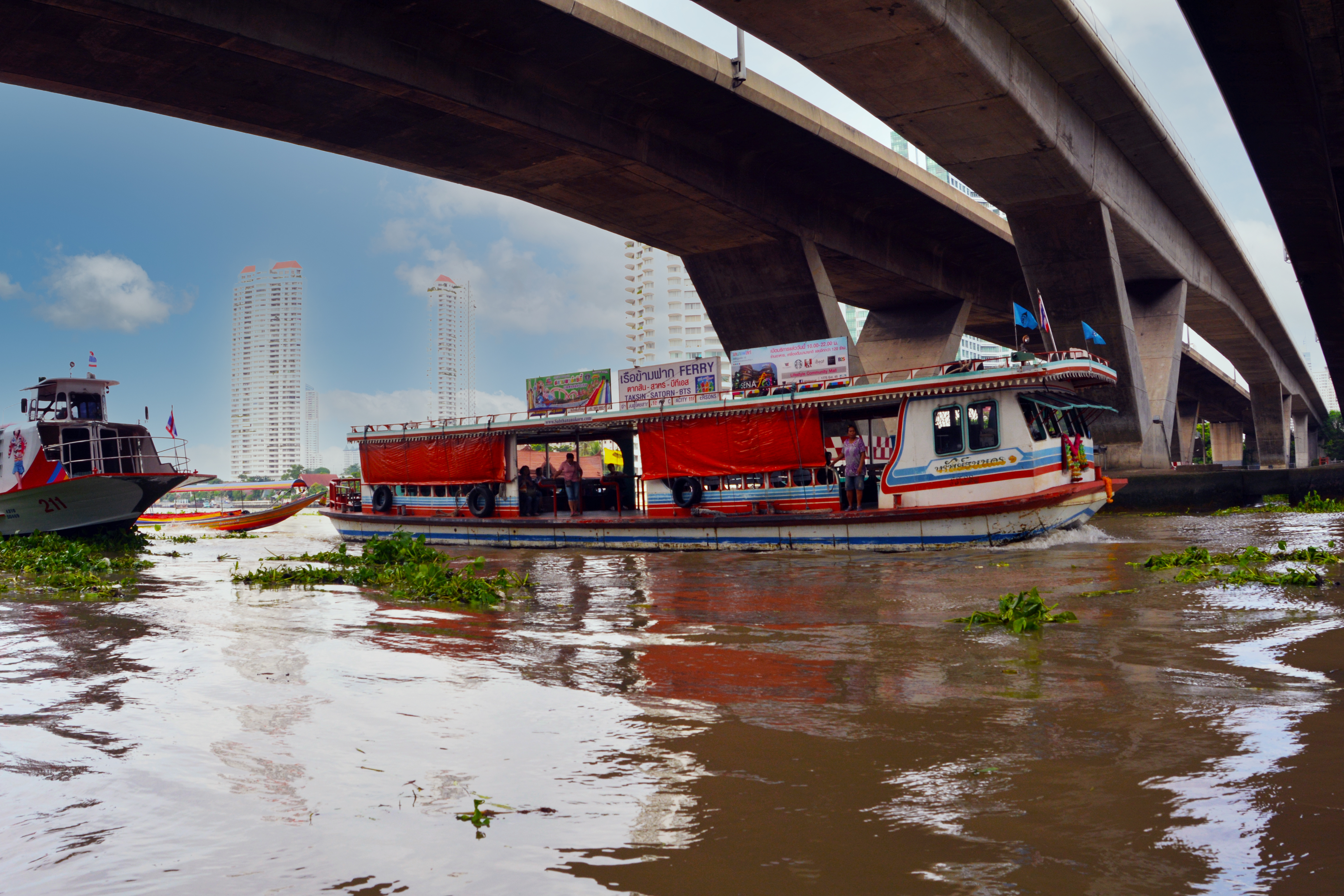
Una lancha bajo un puente del Chao Phraya.
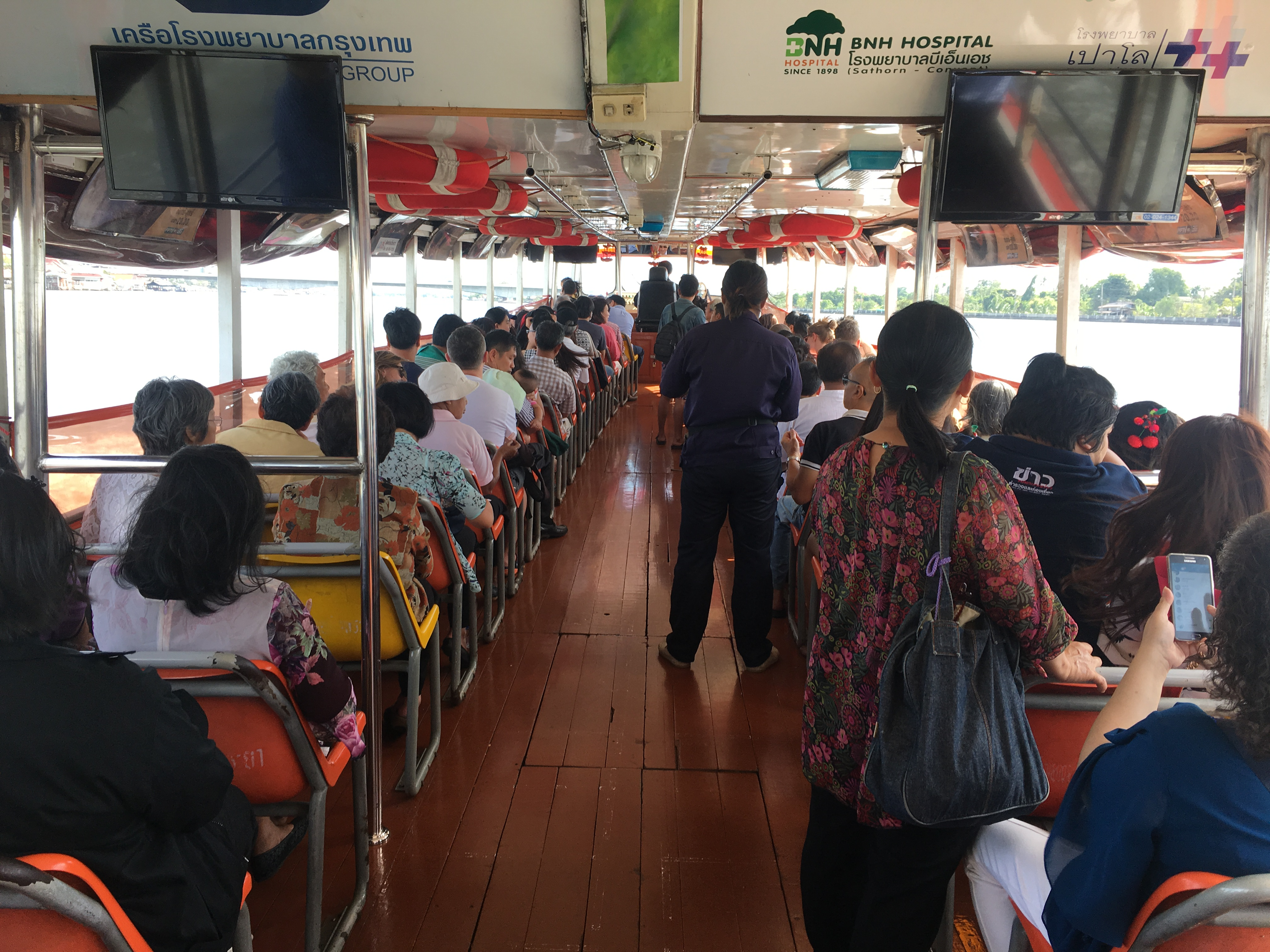
Interior de una lancha de la línea Naranja.
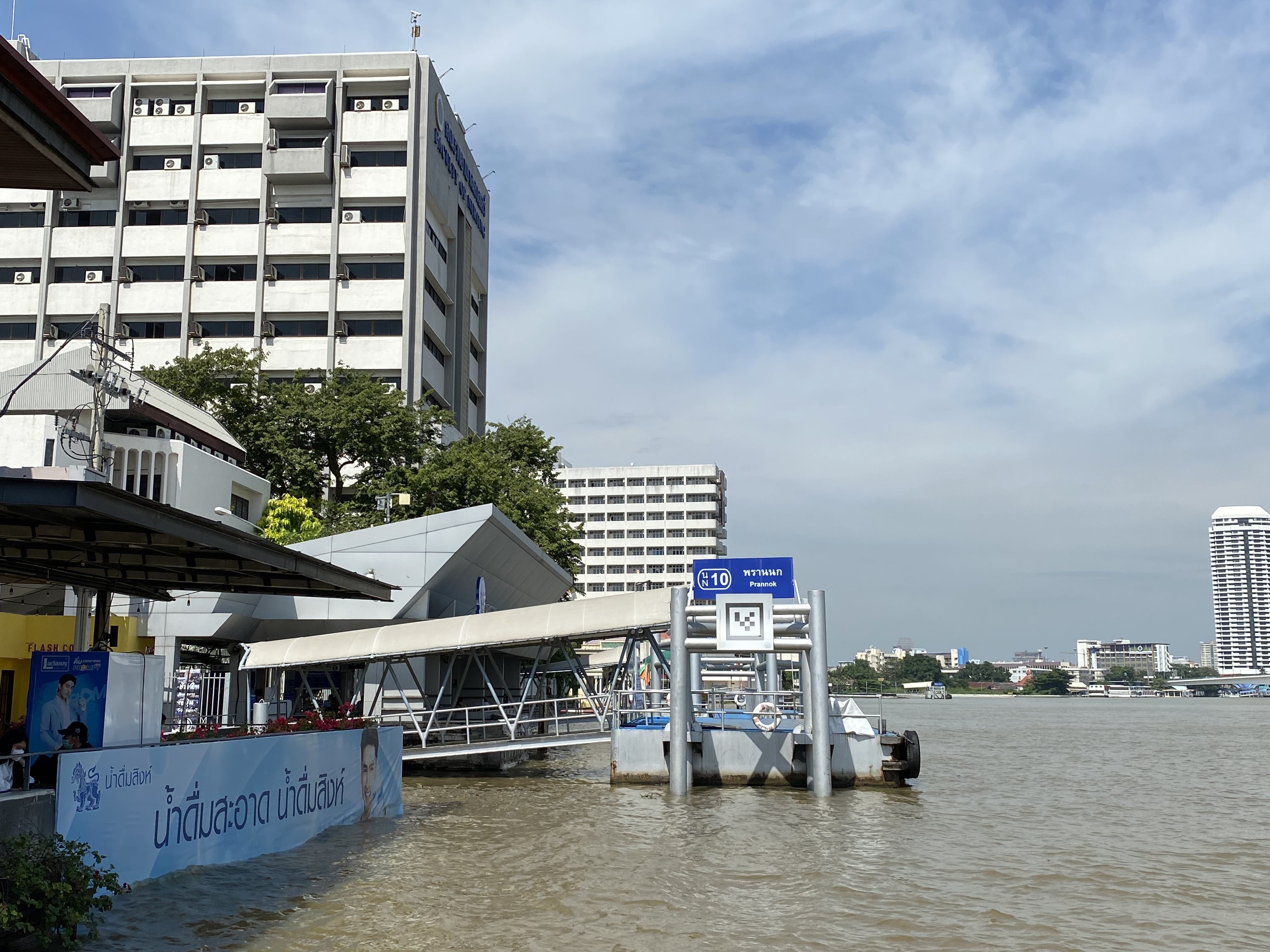
Muelle Prannok Pier.
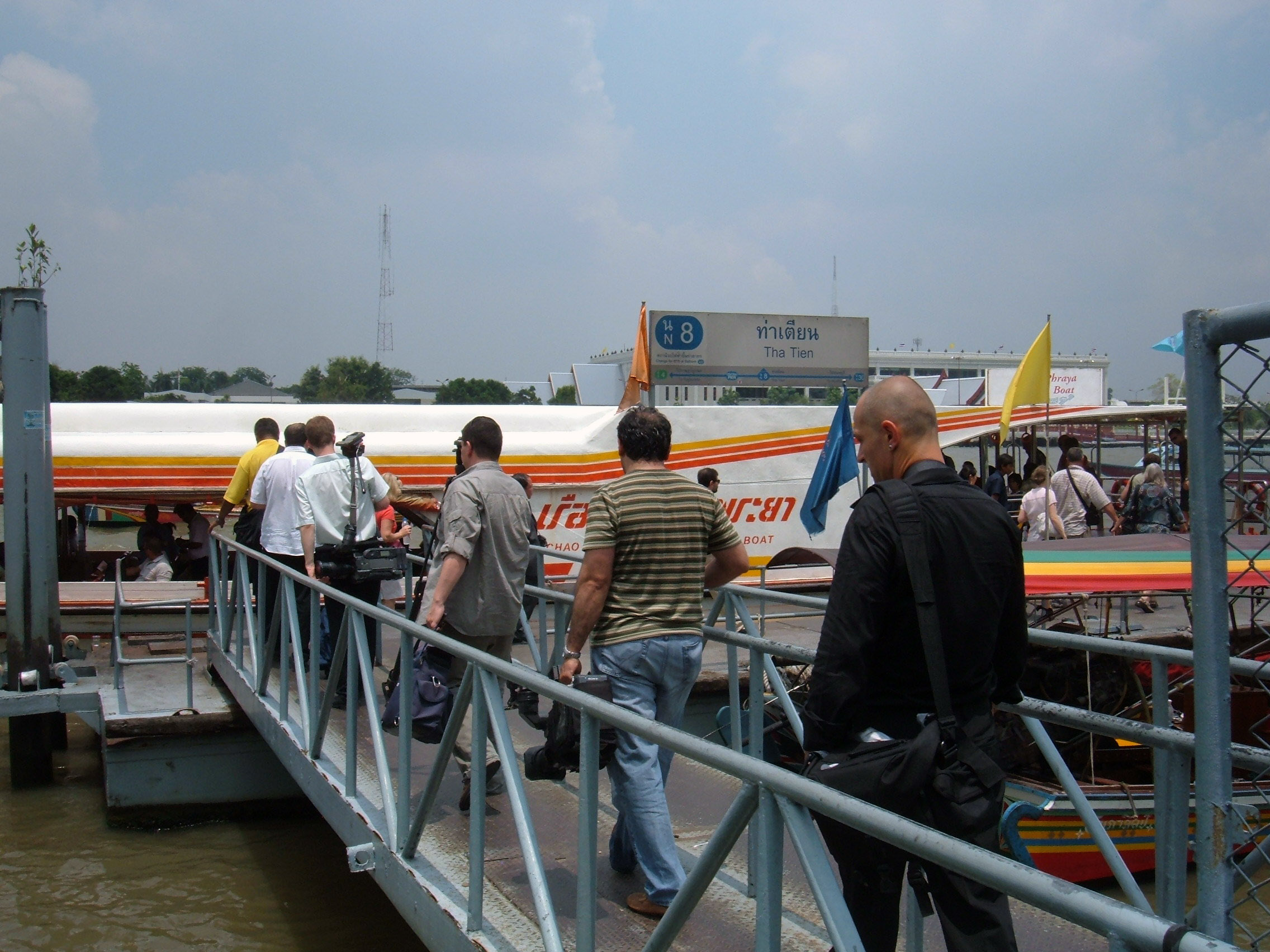
Pasajeros abordando en el muelle Tha Tien.

## Líneas y paradas
| Código                                                      | Parada                  | Nombre en tailandés   | Líneas  | Líneas | Líneas   | Líneas | Transferencia | Ubicación  |
| Código                                                      | Parada                  | Nombre en tailandés   | NARANJA | VERDE  | AMARILLA | ROJA   | Transferencia | Ubicación  |
| ----------------------------------------------------------- | ----------------------- | --------------------- | ------- | ------ | -------- | ------ | ------------- | ---------- |
| N33                                                         | Pakkret                 | ปากเกร็ด               |         | ✔      |          |        |               | Nonthaburi |
| N32                                                         | Wat Klangkret           | วัดกลางเกร็ด            |         | ✔      |          |        |               | Nonthaburi |
| N31/1                                                       | Baan Pak Tiwanon        | บ้านพักข้าราชบริพารติวานนท์ |         | ✔      |          |        |               | Nonthaburi |
| N31                                                         | Ministry of Commerce    | กระทรวงพาณิชย์          |         | ✔      |          |        |               | Nonthaburi |
| N30/1                                                       | Phra Nang Klao Bridge   | สะพานพระนั่งเกล้า        |         | ✔      |          |        |               | Nonthaburi |
| N30                                                         | Nonthaburi              | นนทบุรี                 | ✔       | ✔      | ✔        | ✔      |               | Nonthaburi |
| N29                                                         | Rama V Bridge           | พระราม 5              | ✔       |        | ✔ (**)   |        |               | Nonthaburi |
| N28                                                         | Wat Kien                | วัดเขียน                | ✔       |        | ✔ (**)   |        |               | Nonthaburi |
| N27                                                         | Wat Tuek                | วัดตึก                  | ✔       |        | ✔ (**)   |        |               | Nonthaburi |
| N26                                                         | Wat Khema               | วัดเขมา                | ✔       |        |          |        |               | Nonthaburi |
| N24                                                         | Rama VII Bridge         | พระราม 7              | ✔       | ✔      | ✔        | ✔      |               | Bangkok    |
| N23                                                         | Wat Soi Thong           | วัดสร้อยทอง             | ✔       |        | ✔ (**)   |        |               | Bangkok    |
| N22                                                         | Bang Po                 | บางโพ                 | ✔       | ✔      | ✔        | ✔      |               | Bangkok    |
| N21                                                         | Kiak Kai                | เกียกกาย               | ✔       | ✔      | ✔        | ✔      |               | Bangkok    |
| N20                                                         | Kheaw Khai Ka           | เขียวไข่กา              | ✔ (*)   |        |          |        |               | Bangkok    |
| N19                                                         | Irrigation Deptartment  | กรมชลประทาน           | ✔ (*)   |        |          |        |               | Bangkok    |
| N18                                                         | Payap                   | พายัพ                  | ✔       | ✔      | ✔        |        |               | Bangkok    |
| N16                                                         | Krung Thon Bridge       | สะพานกรุงธน            | ✔       |        | ✔ (**)   |        |               | Bangkok    |
| N15                                                         | Thewet                  | เทเวศร์                | ✔       | ✔      | ✔        | ✔      |               | Bangkok    |
| N13                                                         | Phra Arthit             | พระอาทิตย์              | ✔       |        | ✔ (**)   |        |               | Bangkok    |
| N12                                                         | Phra Pin Klao Bridge    | พระปิ่นเกล้า             | ✔       | ✔      | ✔        | ✔      |               | Bangkok    |
| N11                                                         | Thonburi Railway        | ท่ารถไฟ                | ✔       | ✔      | ✔        |        |               | Bangkok    |
| N10                                                         | Prannok                 | พรานนก                | ✔       | ✔      | ✔        | ✔      |               | Bangkok    |
| N9                                                          | Tha Chang               | ท่าช้าง                 | ✔       | ✔      | ✔        |        |               | Bangkok    |
| N8                                                          | Tha Tien                | ท่าเตียน                | ✔       |        | ✔ (**)   |        |               | Bangkok    |
| N7                                                          | Rajinee                 | ราชินี                  | ✔       | ✔      | ✔        | ✔      |               | Bangkok    |
| N6                                                          | Memorial Bridge         | สะพานพุทธ              | ✔       |        | ✔ (**)   |        |               | Bangkok    |
| N5                                                          | Ratchawong              | ราชวงศ์                | ✔       | ✔      | ✔        | ✔      |               | Bangkok    |
| N4                                                          | Marine Department       | กรมเจ้าท่า              | ✔       | ✔      | ✔        |        |               | Bangkok    |
| N3                                                          | Si Phraya               | สี่พระยา                | ✔       | ✔      | ✔        |        |               | Bangkok    |
| N2/1                                                        | ICONSIAM                | ไอคอนสยาม             | ✔       |        | ✔ (**)   | ✔      |               | Bangkok    |
| N1                                                          | Oriental                | โอเรียลเต็ล             | ✔       |        |          |        |               | Bangkok    |
| CENTRAL                                                     | Sathorn (Saphan Taksin) | สาทร (ตากสิน)          | ✔       | ✔      | ✔        | ✔      |               | Bangkok    |
| S1                                                          | Wat Sawetachat          | วัดเศวตฉัตร             | ✔ (*)   |        |          |        |               | Bangkok    |
| S3                                                          | Wat Rajsingkorn         | วัดราชสิงขร             | ✔       |        | ✔ (**)   |        |               | Bangkok    |
| (*) Solamente en horas punta (**) Solamente de 9:40 a 15:00 |                         |                       |         |        |          |        |               |            |

### Línea Naranja (Orange flag)
Funciona de 6:00 a 18:10 de lunes a viernes, de 7:30 a 17:00 los sábados y feriados, y de 8:30 a 17:00 los domingos. La tarifa es de 16 bahts.

### Línea Verde (Green flag)
Funciona de lunes a viernes de 6:00 a 7:50 en el tramo Pakkret→Sathorn, y de 16:00 a 17:45 en Sathorn→Pakkret. Tiene tres tarifas: 14 bahts de Pakkret a Nonthaburi, 21 bahts de Nonthaburi a Sathorn, y 33 bahts de Pakkret a Sathorn.

### Línea Amarilla (Yellow flag)
Tiene tres servicios diferenciados, con una tarifa de 21 bahts:
- El tramo Nonthaburi↔Wat Rajsingkorn (en ambos sentidos), todos los días de 9:40 a 15:00.
- El tramo Nonthaburi→Sathorn, de lunes a viernes de 6:00 a 8:00.
- El tramo Sathorn→Nonthaburi, de lunes a viernes de 16:15 a 19:05.

### Línea Roja (Red flag)
También llamado Riva Express, dispone de catamaranes con aire acondicionado y funciona en el tramo Nonthaburi→Sathorn en tres horarios: de lunes a viernes a las 6:50, 7:10 y 7:25. El regreso (Sathorn→Nonthaburi) es de 17:00 a 17:30. La tarifa es de 30 bahts.

### Chao Phraya Tourist Boat
Identificado con el color azul, el Chao Phraya Tourist Boat ofrece un servicio turístico hop-on hop-off, que permite descender y abordar las lanchas en cualquier parada del recorrido a través de una tarifa diaria de 150 bahts. El trayecto incluye los muelles: Phra Arthit, Prannok, Tha Maharaj, Tha Chang, Wat Arun, Rajinee, Ratchawong, ICONSIAM, Sathorn y Asiatique (Wat Rajsingkorn, sólo por la tarde). Dispone de tres catamaranes con capacidad para 190 pasajeros cada uno, y dos botes monocascos con capacidad para 150 pasajeros.